# Liberdade (Minas Gerais)
Liberdade é um município brasileiro do estado de Minas Gerais. Localiza-se a uma latitude 22º01'44" sul e a uma longitude 44º19'11" oeste, estando a uma altitude de 1152 metros. Sua população recenseada em 2022 era de 4 737 habitantes e possui uma área de 401,337 km².

## Eventos
- Festas Tradicionais;
- Exposição Agropecuária (Mês de julho);
- Festa do Padroeiro - Senhor Bom Jesus do Livramento - (Mês de setembro), tendo como dia principal dia 14, onde recebe milhares de fiéis devotos do Senhor Bom Jesus do Livramento.

## Rodovias
O município é servido pelas rodovias BR-267 e AMG-3040.

## Ferrovias
O município é servido pela Linha Tronco da antiga Rede Mineira de Viação.

## Zona rural
Os principais bairros rurais de Liberdade são Taquaraçu, Mato Virgem, Quirinos, Augusto Pestana, Vargem da Imagem, Serra da Garça I e II e Soberbo. Augusto Pestana é o local da estação mais alta da antiga Estrada de Ferro Oeste de Minas, construída em 1915. Em Soberbo, a ONG de desenvolvimento sustentável Terra Una mantém sua sede e uma ecovila de 48 hectares. O bairro Mato Virgem, é o mais populoso bairro rural do município, contando com aproximadamente 36 casas distribuídas em duas ruas, Rua São Vicente e Rua São Joaquim, além de trecho que coincide com a estrada vicinal da região.  